# Knooppunt Kunderberg
Het Knooppunt Kunderberg is een verkeersknooppunt bij Heerlen in de Nederlandse provincie Limburg. Het knooppunt vormt een verbinding tussen de autosnelwegen A76 (Geleen - Aken) en A79 (Maastricht - Heerlen). De naam van het knooppunt is ontleend aan de heuvel de Kunderberg aan de zuidwestelijke zijde van het knooppunt, evenals een buurtschap aan de voet hiervan.

## Beschrijving
Kunderberg is een onvolledig knooppunt; het heeft eigenlijk de vorm van een half klaverbladknooppunt, maar met een doorgaande richting die slechts kan worden bereden in de richting Maastricht - Heerlen en vice versa. Er zijn van A76 naar A79 alleen aansluitingen naar of vanuit Maastricht. De A79 eindigt in de richting van Heerlen circa 300 meter na het knooppunt en loopt hier verder als de Welterlaan richting de N281.

## Aanleg
De aanleg van het knooppunt Kunderberg is stapsgewijs uitgevoerd tussen 1979 en 2013. Aanvankelijk werd bij de aanleg van de A76 tussen het knooppunt Ten Esschen bij Hoensbroek en het toenmalige knooppunt Bocholtz bij Simpelveld in 1976 geen aansluiting gecreëerd met de eerder aangelegde A79; het verkeer diende de oude route te nemen over de huidige N281. In 1979 werd voor het eerst een verbindingsboog (bypass) aangelegd voor verkeer vanuit de richting Maastricht in de richting Aken. De aanleg van de verbinding Aken - Maastricht (lus) werd pas eind jaren 1980 gerealiseerd. In deze vorm heeft het knooppunt circa 25 jaar bestaan en hiermee was het het meest onvolledige knooppunt van Nederland.
Op 7 december 2013 zijn er twee nieuwe verbindingsbogen opengesteld om de verbinding tussen de richtingen Geleen en Maastricht en vice versa mogelijk te maken. Deze ontbrekende aansluitingen werden steeds wenselijker om een goede uitwijkingsroute te creëren bij stremmingen op de A2 tussen Geleen en Maastricht en om de regio Valkenburg beter te ontsluiten.
Er bestaan geen plannen om het knooppunt Kunderberg verder te vervolledigen.

## Richtingen knooppunt
| Aansluitende wegen                                   | Aansluitende wegen | Aansluitende wegen | Aansluitende wegen | Aansluitende wegen                        |
| ---------------------------------------------------- | ------------------ | ------------------ | ------------------ | ----------------------------------------- |
| richting Nuth / Geleen / Maasmechelen (B) / Genk (B) |                    |                    |                    | Welterlaan richting Heerlen               |
|                                                      |                    |                    |                    |                                           |
| richting Voerendaal / Valkenburg / Maastricht        |                    |                    |                    |                                           |
|                                                      |                    |                    |                    |                                           |
|                                                      |                    |                    |                    | richting Bocholtz / Aken (D) / Keulen (D) |

Almere · Amstel · Arnestein · Assen · Azelo · Badhoevedorp · Bankhoef · Batadorp · Beekbergen · Benelux · Beverwijk · Bodegraven ·  Boterdiep ·  Buren · Burgerveen · Coenplein · De Baars · De Hoek · De Hogt · De Nieuwe Meer · De Poel · De Punt · De Stok · Deil · Diemen · Drachten · Drie Klauwen · Eemnes · Ekkersweijer · Emmeloord · Empel · Euvelgunne · Everdingen · Ewijk · Galder · Gooimeer · Gorinchem · Gouwe · Grijsoord · Hattemerbroek · Heerenveen · Hellegatsplein · Het Vonderen · Hintham · Hoevelaken · Hofvliet · Holendrecht · Holsloot · Hoogeveen · Hooipolder · IJmuiden (niet officieel) · Joure · Julianaplein · Kerensheide · Kethelplein · Klaverpolder · Kleinpolderplein · Kooimeer · Kruisdonk · Kunderberg · Lankhorst · Leenderheide · Lunetten · Maanderbroek · Markiezaat · Muiderberg · Neerbosch · Noordhoek · Ommedijk · Oud-Dijk · Oudenrijn · Paalgraven · Princeville · Prins Clausplein · Raasdorp ·  Reitdiep ·  Ressen · Ridderkerk · Rijkevoort · Rijnsweerd · Rottepolderplein · Rozenburg · Sabina · Sint-Annabosch · Stelleplas · Slufter · Ten Esschen · Terbregseplein · Tiglia · Vaanplein · Valburg · Velperbroek · Velsen · Vlaardingen · Vrijheidsplein · Vught · Waterberg · Watergraafsmeer · Werpsterhoek · Westerlee · Ypenburg · Zaandam · Zaarderheiken · Zonzeel · Zoomland · Zuidbroek · Zurich

Geplande knooppunten:
De Liemers · Zestienhoven

Voormalige knooppunten:
Bocholtz · Ekkersrijt · Europaplein (Groningen) · Europaplein (Maastricht) · Lindenholt